# Gai Drus
Gai Drus (en llatí Caius Drusus) va ser un escriptor romà, mencionat per Suetoni com a autor d'una obra en la que s'expliquen algunes anècdotes de la infància de l'emperador August. Encara que és probable la seva connexió amb la família dels Drus, no se n'ha pogut establir el parentiu.